# 交番

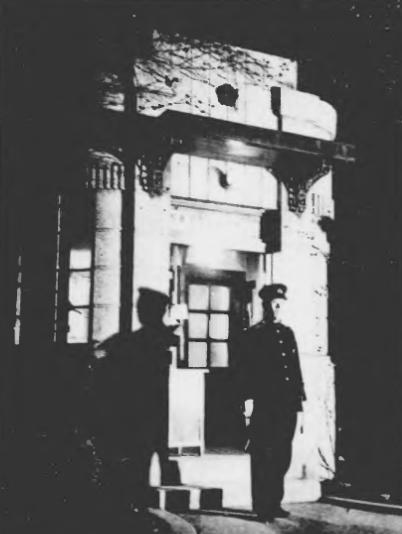
警視庁月島警察署西仲町通派出所（現・西仲通地域安全センター）と立哨中の警察官。1938年（昭和13年）頃。

×（クロス）印は交番を表す日本の地図記号。2本の警棒を交差させた形が由来。

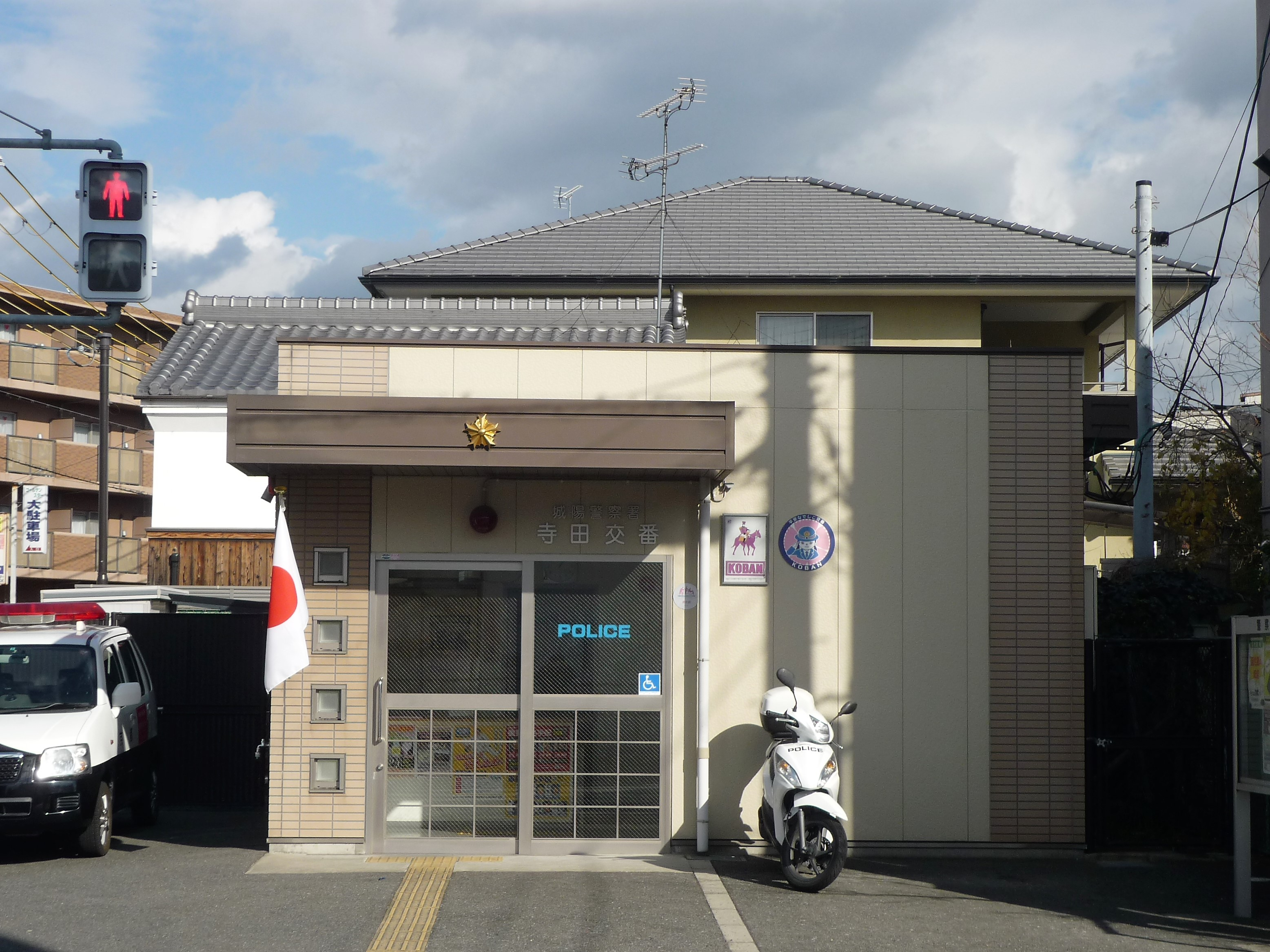
日本の極ありふれた小さな交番 / 京都府城陽市にある城陽警察署寺田交番。2018年（平成30年）。

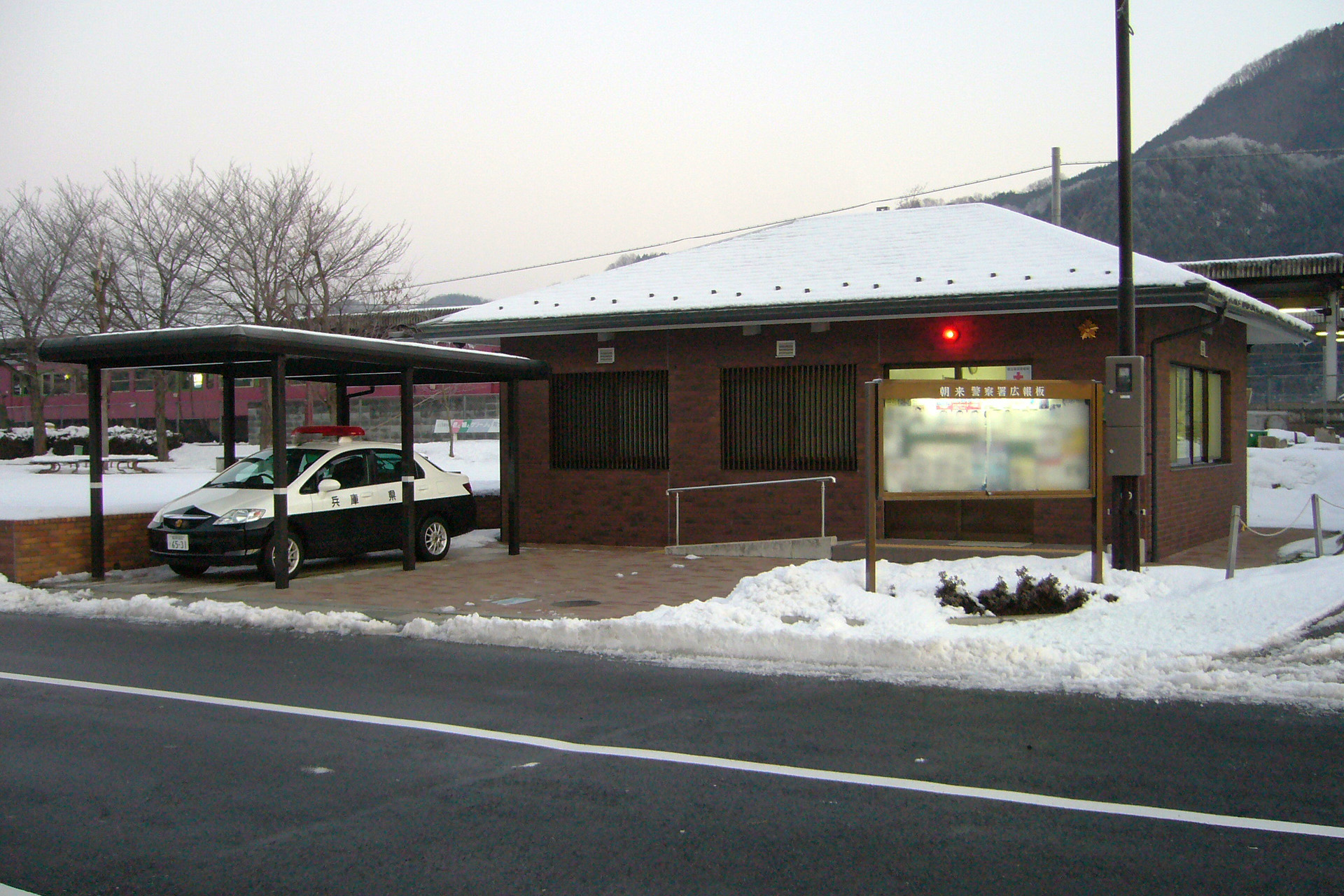
日本のやや規模の大きい交番 / 兵庫県朝来市にある朝来警察署和田山駅前交番。2006年（平成18年）。

交番（こうばん）とは、日本の警察における警察官の詰め所の一種。原則24時間、警察署地域課の警察官が交代制で勤務している。
英訳語としてはポリスボックス（英語: police box）が当てられるが。ローマ字音写形 "kōban" や、翻字化した "koban" も用いられている。
日本の警察用語では「ハコ」や、「PB」とも呼ばれている。

## 概要
交番は、 警察署の管轄区域を分割し、その一定区域において警察官が職務執行の拠点としている施設。都道府県公安委員会や警察本部長の判断により、警察署の下部機構として設置することが可能である。
各種申請・届出事務が可能なものを特に幹部交番と呼ぶ（通常、交番所長は警部補だが、幹部交番の所長は警視や警部）。ただし、警察本部によっては同様の経緯によって設置された施設を「警察署分庁舎」、「警部交番」などと呼んでいる場合もある。
警察署の所在地付近の区域は、警察署の地域課が直接パトロールや巡回連絡などを行っている場合がある。これは「署所在地」（富山県警察においては「直轄地域」、大分県警察では「地域警ら」）と呼ばれる。また、実質的に警察署内で活動する地域課の係の一つではあるが組織上警部補以下の課員が一つの交番勤務員として活動する「署所在地交番」を設置する例もある。
警視庁管轄下には幹部交番はほとんど見られない。しかし地方では近年、人口の増加してきた地域の普通の交番を幹部交番へ格上げすることもある。また、人口減少による警察署の統廃合によって幹部交番へ格下げになることもある。
通常は2人から3人一組で24時間交代、つまり交番（交代で番にあたること）で勤務にあたる。仮泊設備（畳敷きの部分と布団、執務部分からつながる非常呼び出し用のベル）もある。パトロールや事件処理以外での外出はやたらに出来ないので、食事は出前を頼むか徒歩パトロールを兼ねて近隣のスーパーマーケットやコンビニで弁当などを購入することが多い。
特殊な事情がある場合や、繁華街の交番では警察官の人数が増員されているケースもある。
警察内の隠語では「PB」（ピービー、Police Boxの略）と呼ばれ、警察官同士の会話や警察無線での通話などで使われる。
交番の長の役職は「交番所長」である。「交番長」ではないのは、正式名称が「派出所」であった時代の名残りである（トップは「派出所長」だった）。警察内では「ハコ長」とも通称される。
駅前は典型的な交番の設置場所であるが、「○○駅前交番」ではなく単に「駅前交番」と称する交番が存在する。北海道警察に多く見られ、旭川駅・帯広駅・釧路駅など各警察署管内の代表駅の前に存在する。
。

## 歴史
1871年（明治4年）、明治政府は東京府（現・東京都）で邏卒を採用し、屯所（警察署）を中心にパトロールなどを行なわせた。1874年（明治7年）に東京警視庁が設置され、邏卒を巡査に改称し、巡査を東京の各「交番所」（交番舎）に配置した。当初は施設を伴うものではなく、巡査が警察署から徒歩でパトロールを行いながら、交代で立番（りつばん）などを行なう場所として指定された地点を示した。同1874年の8月に、「交番所」に設備を設置して周辺地域のパトロールなどを行う拠点にした。
1881年（明治14年）には「交番所」から「派出所」へ改称された。1884年（明治17年）6月1日、巡査派出所に天気予報の掲示を始めた。1888年（明治21年）になると、全国に「派出所」が配置されるようになり、同時に、外勤警察官が居住する施設として「駐在所」が設置された。
1908年（明治41年）2月1日、巡査派出所から交番に改称された、
1944年（昭和19年）、警視庁では戦時の治安維持のため警察官の重点配備を計画。警備派出所へ人員を増強（シフト）させるため、同年10月には346ヶ所の巡査派出所の廃止（閉鎖）が行われた。しかし第二次世界大戦直後の1945年（昭和20年）10月には一転、民主警察化を進める一環として定員の再配置が行われ、1,107ヶ所あった派出所、出張所、駐在所を115ヶ所増やす措置が採られた。
1994年（平成6年）、「派出所」の正式名称は「交番」に決定する。「派出所」という名称の施設は「警備派出所」があるが、これは通常の交番と異なり、要警備諸所（空港や各種公邸など）における警察官の詰め所のような存在である。
所長の階級は警部か警視で、昇任直後に就任する傾向が強い。最近の傾向としては、市町村合併の影響で警察署統廃合が全国で行なわれており、幹部交番（ただし、鳥取県警察・岡山県警察・佐賀県警察および鹿児島県警察では『幹部派出所』が正式名称となっている）が増加しつつある。幹部交番は廃止された警察署庁舎を使用している。
日本がインバウンド消費に官民挙げて取り組み始めた2010年代には、東京の新宿や渋谷、京都の歴史的名所などといった来日外国人の多い繁華街や観光地を中心に、英語を主とする外国語での意思疎通が可能な警察官を配置することが増えていった。
令和4年（2022年）4月1日現在、全国に交番は6,250ヶ所設置されている。

## 役割

### 事件事故の対応
交番と駐在所には、都道府県公安委員会の規則などにより管轄区域が割り当てられており、交番勤務員は通常はその範囲内の治安維持に当たる。但し、本署の指示があった際や緊急の場合には管轄区域に関わらず出動する。また、交番の勤務員は、例えばパトロールカーによるパトロール、留置管理、被疑者の護送、重大な事件の捜査など警察署の他部署の職務の応援に回ることもある。これを「補勤（ほきん）」と言う。
交番は、地域課のパトロール担当の警察官が常駐するところであるだけでなく、110番通報するまでもない状況の時（例として万引きの犯人を取押さえて引渡す）には警察官の出動依頼も可能である。110番通報よりも最寄の交番に電話をかける方が警察官の現場到着が早い場合もある（電話を受けた交番では制服警察官が黒バイや自転車で飛んで行く。また、神奈川県警察・兵庫県警察・岡山県警察などでは交番・駐在所の電話番号を公表していないため、一般の電話から交番に直接かけることができない地域もある）。
但し、電話連絡を受けた警察官は、その連絡の内容を本署に報告し、指示を受けてから出動する他、重要事件の場合はその警察官が更に交番から110番通報をして、本部組織（機動捜査隊や鑑識課など）の応援を要請してから出動するので、返って時間が掛かる場合も多く、緊急時には交番や警察署では無く110番へ電話を掛けることが推奨される。
その他、管轄地域内で起こった事件、事故などの報告などが可能である。

### 道案内
交番には付近の住宅地図が備え付けられているほか、日常的に管轄区域のパトロールを行う警察官は近所の地理に詳しい場合が多いため、交番で道を尋ねる風景はよく見られる（警察内部では「地理案内」と呼ぶ）。また、交通量の多い交差点に面して設置されている交番では、交通の監視の機能を持たせ、スピーカーを通して注意を促したりする場合もある。

### 巡回連絡
交番の職務の中に巡回連絡がある。これは、管轄区域内の住宅や事業所などを交番の勤務員が巡回し、住宅であれば世帯主をはじめとする家族構成、勤務先や通学先などを、事業所であれば業種や従業員数などを、それぞれ家人や経営者などから直接聞き取り、交番備え付けの「巡回連絡簿」に記載するというものである。管轄区域内の住民などは絶えず流動しているため、半年から1年ごとに区域内全ての住宅・事業所を巡回することを目安としているが、他の業務との兼ね合いもあり、必ずしもこの通り実施されてはいない交番もある。
巡回連絡は、第二次世界大戦直後から行われていた戸口査察にさかのぼる。調査は「行き過ぎた警察行政だ」として1950年1月、一度は廃止されたが防犯上に不便があるとして同年9月5日、強制的な調査から任意調査に改めて再出発している。
総務省による警察に対するアンケート調査の結果、「交番にはいつも警察官が常駐していて欲しい」「いつもパトロールして欲しい」との相反する要望がある。この国民の要望に応えるため2003年（平成15年）8月から福岡県警察は全国に先駆けて交番、駐在所の再編を行い交番の大型化などを実施し、治安の回復など一定の成果をあげている。

## 問題点

### 空き交番
原則として、担当警察官の交代勤務により、警察官が24時間常駐している。しかし、警察官が減少しているため、一定時間のみ警察官が滞在する交番や、警察官を配置せずにテレビ電話を置いただけの無人交番も運用されている。この様な問題を抱えている交番を「空き交番」ということがある（後述）。このことで、暴漢から交番に逃れたものの無人で、結局暴行を受けた、などの事件も発生しており、課題となっている。
「空き交番」とは交番の施設があるものの、警察官が不在がちな交番をいう。交番は、原則として一当務2人以上の交替制をしくことになっているが、人手不足により夜間無人となるもの、あるいは警察官は常駐するが巡回に出かけた後などに無人になるものなどがある。
警察庁生活安全局地域課の統計によると、2006年（平成18年）4月1日時点での全国の交番数は6,362か所（前年同期比93か所減）、交番勤務員は約48,700人（前年同期比約1,800人増）である。「空き交番」は全国で268か所あるが、2005年（平成17年）の統計では1,222か所であったことから、ある程度改善されていると言える。
空き交番問題は以前から指摘されていたが、特に市街地や住宅街の交番、また、過疎地の駐在所での警察官不足はいまだ解消されていない地域がある。交番所長が置かれない交番も多い。交番に勤務する警察官は毎日交番勤務についているわけではなく、各警察署各課の応援に出動することもあり（被疑者護送も地域課の任務）、交番勤務員の人手不足は治安に関係する深刻な問題である。
警察庁としては交番相談員制度を発足させ、定年退職した警察官を対象に再雇用をして交番勤務員を増やす施策も行っているが、空き交番問題や署員不足などの問題は、警察官の人数（特に地域部・地域課員。一般的な『お巡りさん』）そのものが少ないことが原因である。
警察庁は広範囲の職域を抱えている警察署員数確保のためには、全国的にあと3万人の警察官を増員する必要があるとしている。
市町村によっては、廃止した交番の建物や土地を譲り受けたり有償で借り上げたりして、地元の自治会やボランティアの力で治安の維持に努める場合もある。2007年4月、警察庁は人員増と統廃合により、空き交番の解消完了を発表した。

## 配備されるパトカー
日本の交番に配備されているパトロールカーは、地域特性や周辺の道路環境により異なる。大部分の交番には、地域巡回・違法駐車取り締まりを主とする、軽自動車や小型自動車の小型警ら車（ミニパト）が置かれているが（『街頭犯罪対策車』と呼ぶところもある）、交通量の多い幹線道路沿いの交番では、自動車警ら隊や交通機動隊で使用された1～2モデル前のパトカーや警察署地域課同等の警らパトカーが配備されている場合もある。2020年代、北海道札幌方面中央警察署薄野交番には、トヨタ・ハイエースや日産・キャラバンの護送車や、トヨタ・クラウンが配備されている。そのほか、警察署に置く場所がない護送車や管区機動隊用の警察バスが置かれているケースもある。
交番には基本的に管轄警察署が置かれている自治体のナンバーを有する車両が配備される。

## 移動交番
最寄りの警察署および交番が遠い地域や犯罪が多発する地域、住宅地、公園、商業施設、イベント会場、観光地などでは、既設の交番を補完するように日時を限定して「移動交番」が設置されることがある。警察官と交番相談員が乗り組み、地理案内や届出の受付、地域の警戒、広報啓発活動などに従事する。既設の交番が使用できない場合や、大規模な災害が発生した地域に移動交番車が派遣されて現地の仮設交番として活用されることがある。
移動交番車に用いられる車両は資機材の輸送や車内を事務室および休憩室として用いるためにミニバンやワンボックスカー、マイクロバスが多く、千葉県警察や富山県警察のように専用のカラーリングを施す事例も見られる。

### 来歴
戦後直後から、 移動交番は団地等の人口急増地域に対する警察力確保の方策として推進され、団地等の他海水浴場、キャンプ場、祭礼等人出の多い場所で開設された。移動交番の活動は、通常、移動交番車等の車両を用いて行い、数人の警察官が乗車して団地等を巡回し、各種の申請や届けの受理、防犯指導、困りごと相談等に当たるほか、青空座談会を開催することもあった。移動交番車は昭和49年末時点で、全国に180台が配置されていた。
2000年代になると 交番や駐在所の統廃合に伴う住民の不安を解消などを目的とし、移動交番車を再び運用する警察本部が増加した。
- 北海道ニセコ地区を担当する倶知安警察署では、世界的に有名である「ニセコアンヌプリ」に訪れる多くのウィンタースポーツ観光客に対応するため、毎年シーズン中は麓にトレーラーで運搬可能な臨時の移動式交番が設置されている[35]。
- 熊本県警察では、度重なる豪雨災害の経験から2005年にキャンピングカー型の移動交番車を全国で初めて配備した[36]。交番事務のほか、 キッチンや簡易トイレがあり、4人が寝泊まりできる[37]。
- 警視庁では、2019年にトレーラーハウス型移動交番車の試験運用を代々木公園内と国際展示場駅前で開始した。2020年東京パラリンピックでの警戒を念頭としており、管轄する警察署の警官が24時間体制の4交代制度で勤務する。トレーラーハウス型は仮設式などに比べ各種許可が不要なほか、コンテナが積載されるトレーラーはレンタルが可能などコスト面で優れている[38][39]。2021年7月、オリンピック大会期間限定で代々木公園原宿門と国際展示場駅前にトレーラーハウス型交番車、大井ホッケー競技場、西調布駅北口、両国国技館にワンボックス型移動交番車が設置された[40][41]。
- 千葉県警では、森田健作知事が主導した平成21年度移動交番車整備事業に基づき、2010年から移動交番車の配備を進められた。2022年現在、成田国際空港警察署を除く県下全署（38署）で全国最多の60台（ ワンボックス型49台、マイクロバス型11台 ）が運用されている[42]。 移動交番車には、警察官2人と移動交番相談員1人が乗車し、うち1人は女性が配置されている[43]。

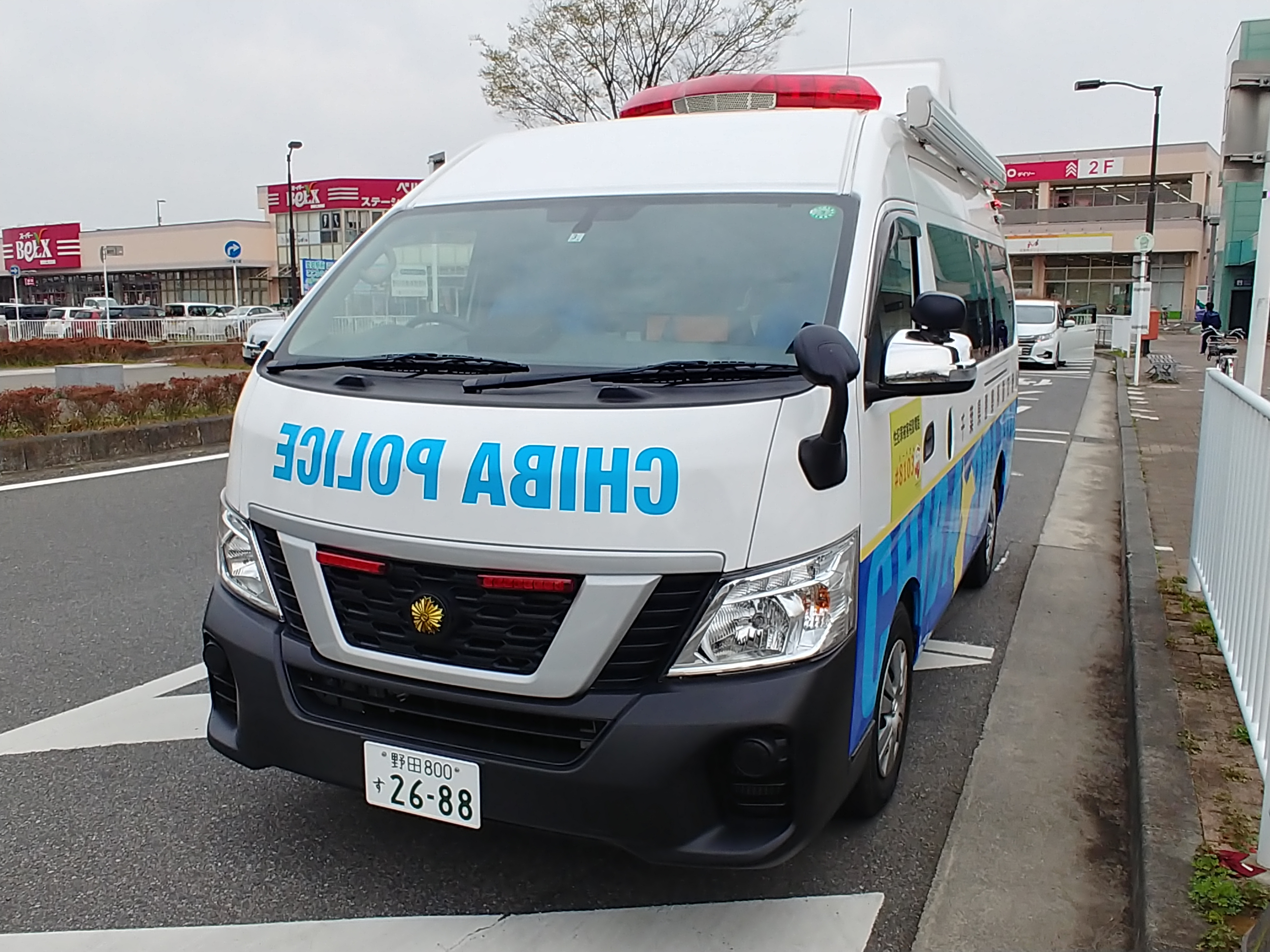
千葉県警察の移動交番車（ワンボックス車） 日産・NV350キャラバン 七光台駅付近にて
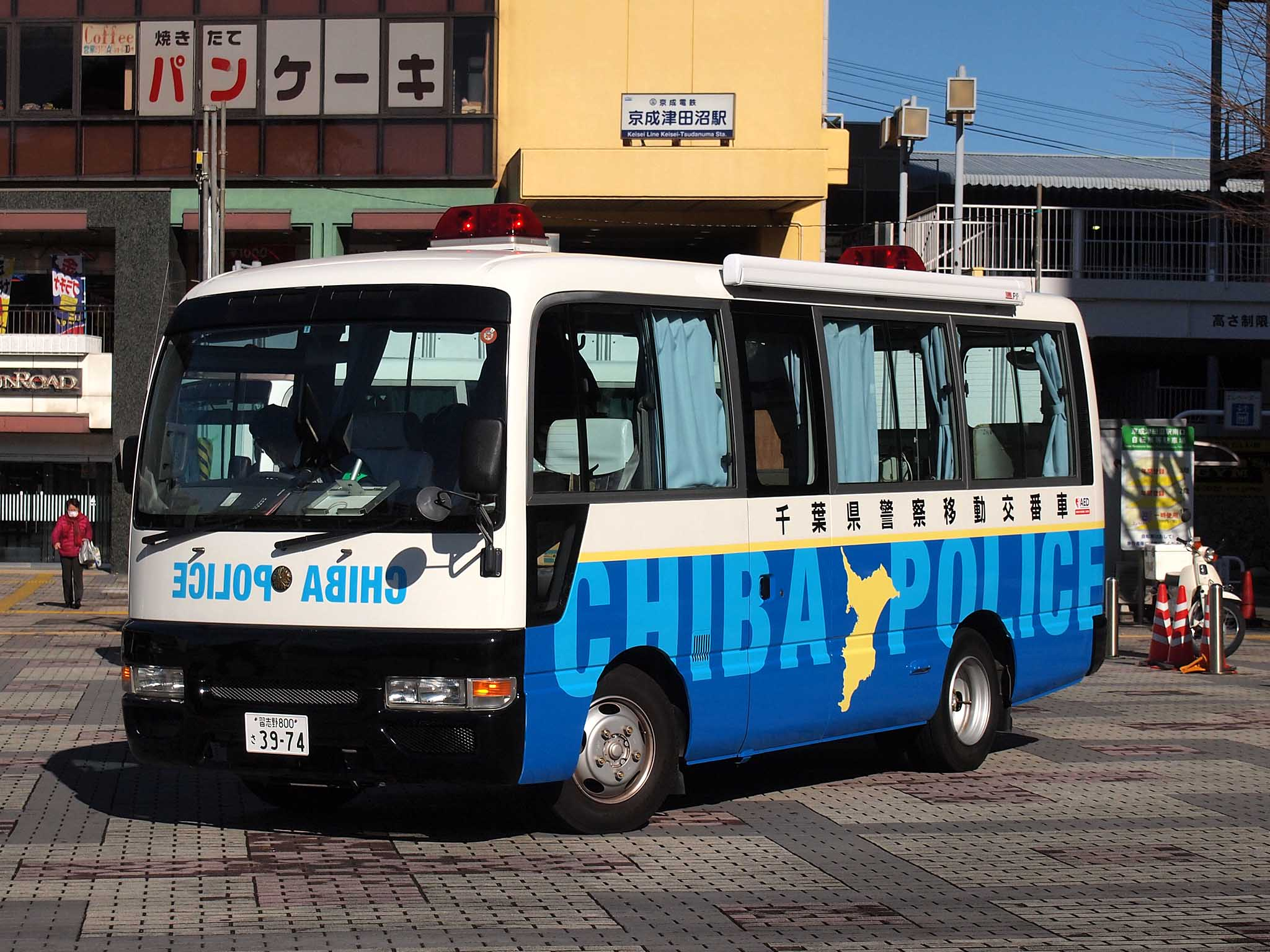
千葉県警察の移動交番車（マイクロバス） いすゞ・ジャーニー 京成津田沼駅にて

### 移動交番車の導入について
- 1970年に香川県警が移動交番車を導入していたが、あまり活用できていなかった[44]。
- 2010年3月、千葉県警が移動交番車を導入[45]。衛星電話や投光器などの被災対応用機材、防犯教育を行う機材などが搭載されている[46]。
- 2020年4月
  - 香川県警が移動交番車を導入[47]。
  - 福岡県警筑後署が移動交番車を導入[48]。
- 2020年5月30日、鹿児島県警が移動交番車を導入[49]。また、移動交番自体は2019年6月14日‐7月23日に開設した[50]。
- 2021年6月2日、富山県警に初めて移動交番車を導入[51]。
- 2020年4月
  - 宮崎県警が、交番や駐在所の統廃合に伴い機動力を生かせる移動交番車を導入[52]。
- 2023年4月
  - 奈良県警が移動交番車を導入[53]。
  - 神奈川県警が、アクティブ交番を導入[54]。
- 2023年7月、愛媛県警が移動交番車を導入[55]。

### 日本国外の移動交番
- 2015年1月1日、中国の陝西省西安市に移動交番車が導入された[56]。

## 日本国外の交番
いくつかの国で交番制度が導入されている。
アメリカ合衆国ハワイ州のワイキキにはホノルル市警の "Waikiki Beach koban" が、ニューヨーク市のマンハッタンにも交番が設置された。ロサンゼルス市警察はショッピングモール「ザ・グローブ」前に "LAPD KOBAN" を設置した。ロサンゼルスの場合は日本のような24時間態勢ではなく、運用時間が正午から夜10時までで、時間外は無人で閉鎖される。
インドネシアや、ブラジルのサンパウロ州などでは、日本の例を参考にして交番制度が導入されている。特にブラジル・サンパウロ州では2005年からの導入で、殺人事件などの犯罪が大幅に減少した。
シンガポール警察は、幹部候補生を日本に研修に派遣し、警視庁築地警察署数寄屋橋交番に勤務させて、交番制度を実地で体験させるなど、積極的に制度を輸入した。近隣住民の協力を得る交番システム Neighbourhood Police Post (NPP)は、1983年6月からより強化されたNeighbourhood police centre (NPC)に置き換わった。
大韓民国、中華民国では、以前から日本とほぼ同様の交番が存在するほか、中華人民共和国にも交番が新設されており、いずれも「派出所」と呼ぶ。ただ、上海市公安局の交番はおおむね日本のそれより規模が大きく、アメリカの警察署（または分署）の規模である。

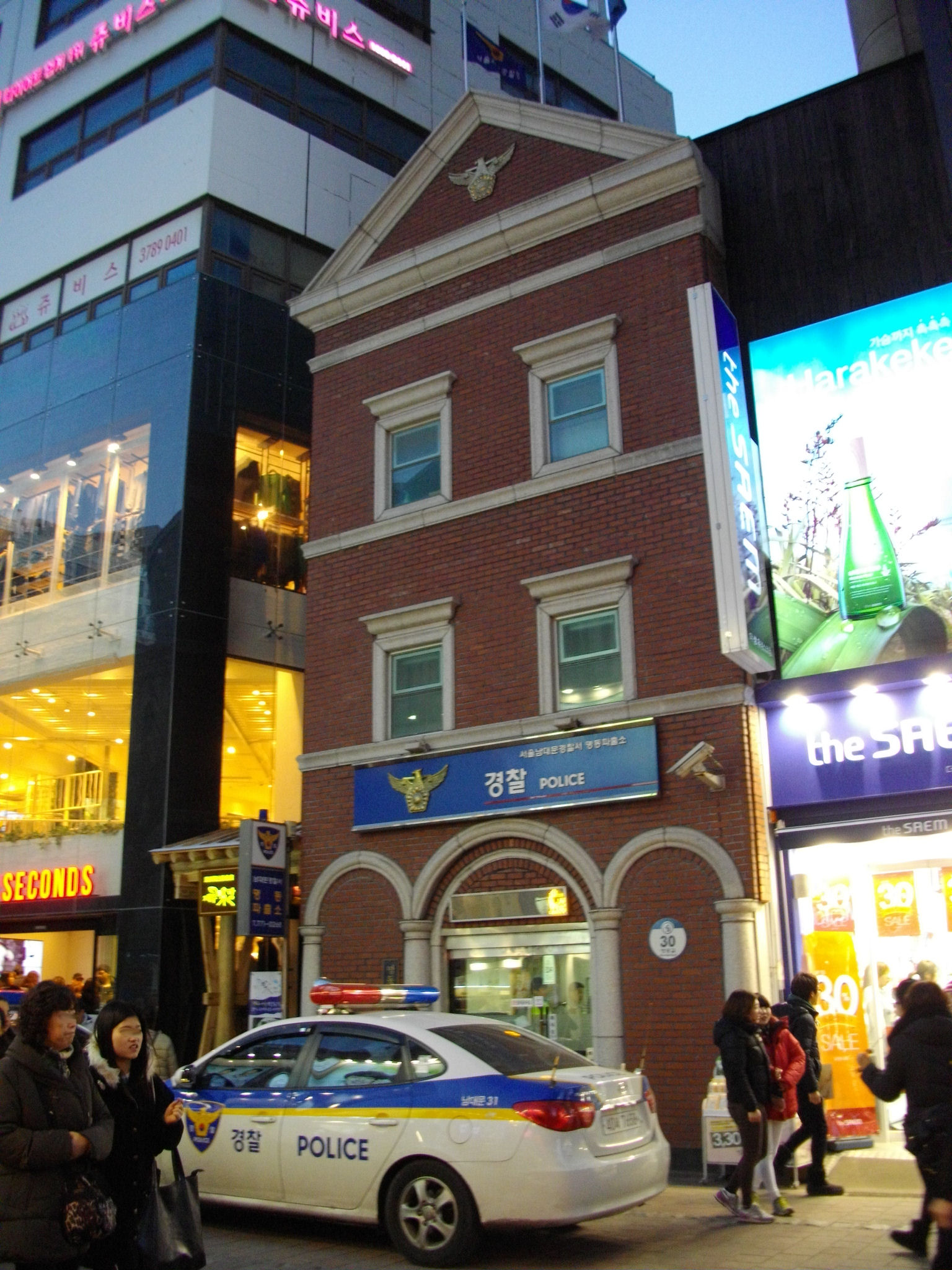
韓国の明洞派出所
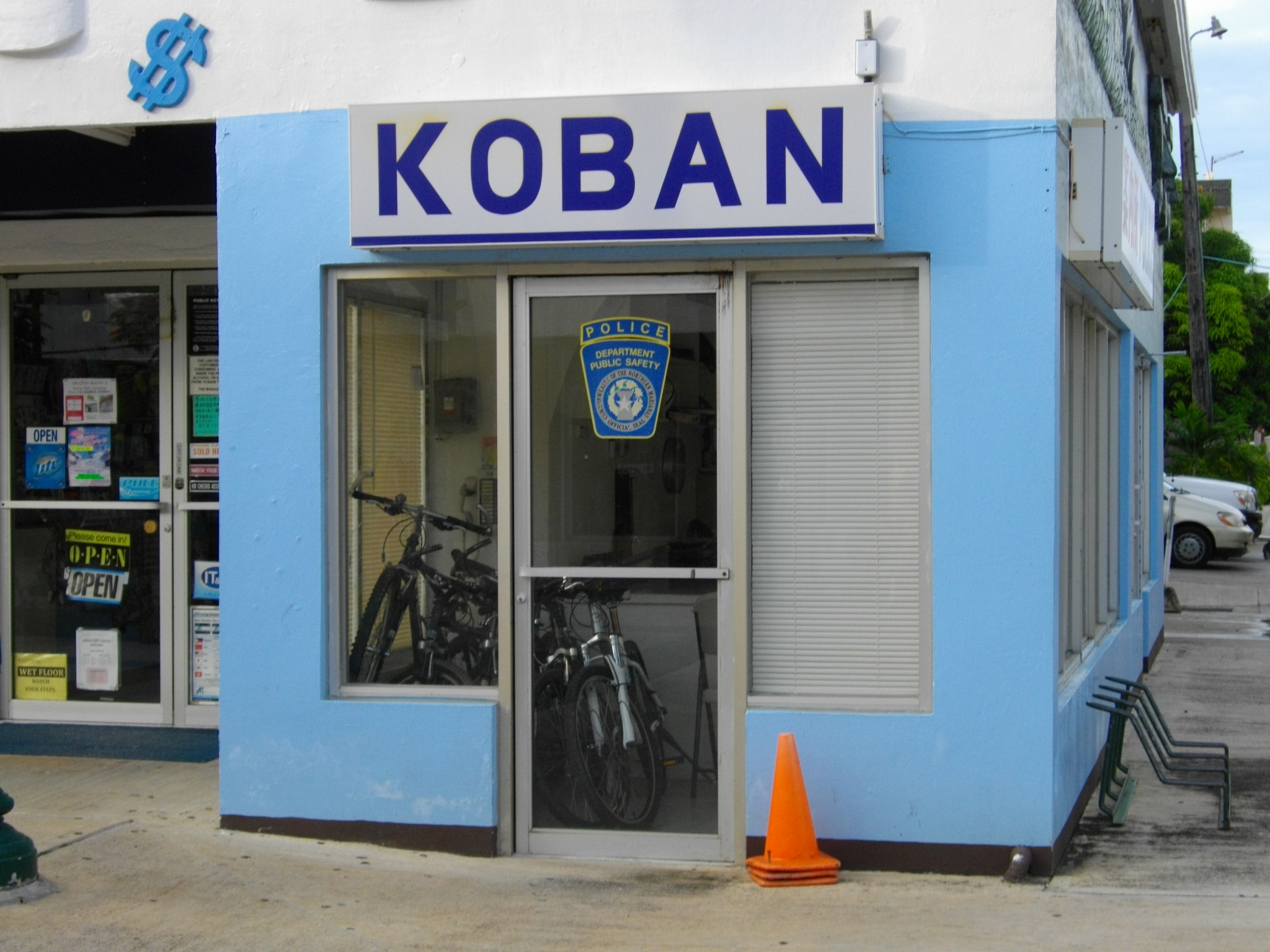
サイパン島ガラパンの交番
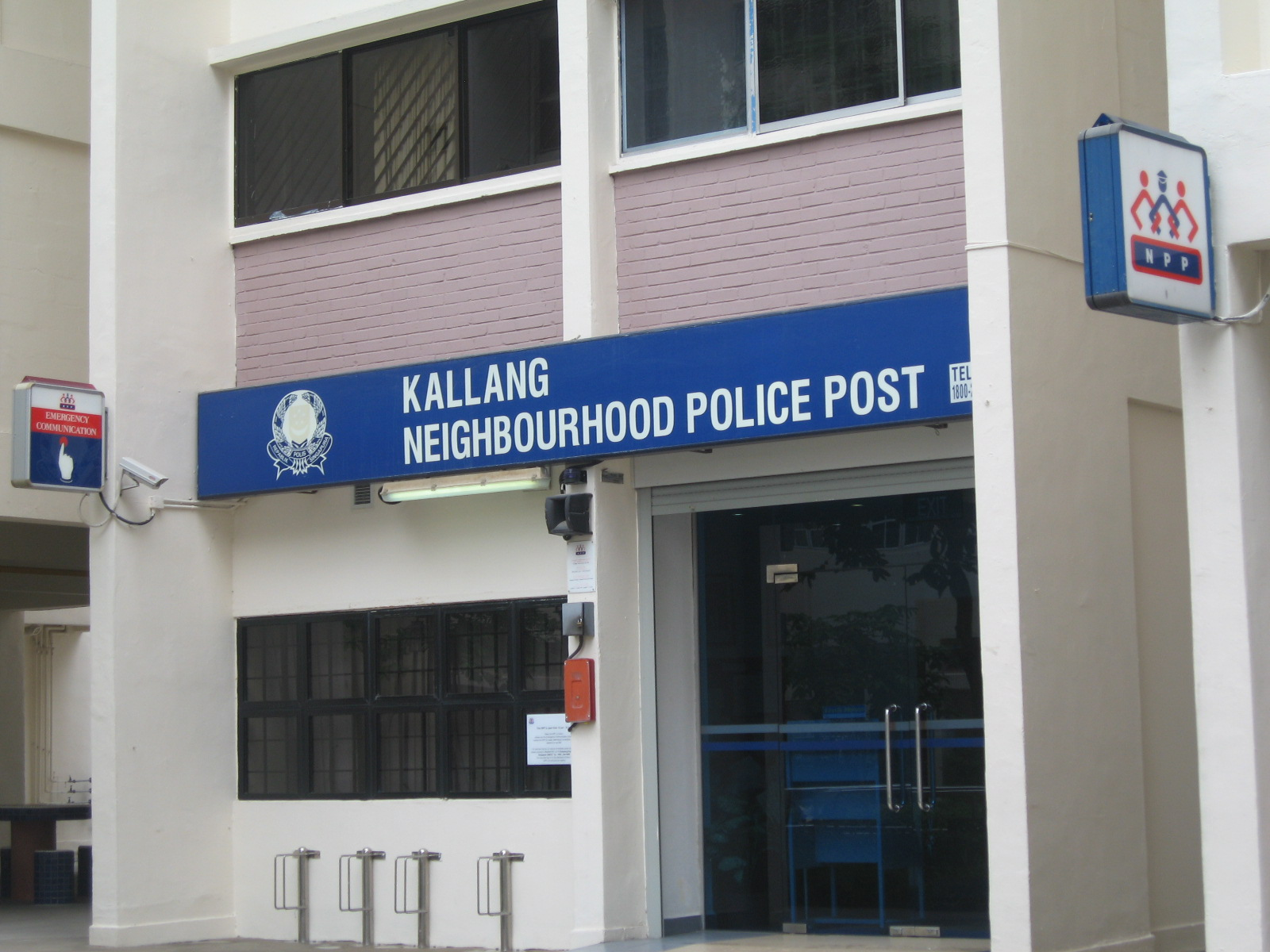
シンガポールの交番Neighbourhood Police Post (NPP)。

## 交番が標的となった主な犯罪
- 1946年（昭和21年） - 富山駅前派出所襲撃事件、長崎警察署襲撃事件
- 1947年（昭和22年） - 尾花沢派出所襲撃事件
- 1952年（昭和27年） - 高田事件、万来町事件、辰野事件
- 1955年（昭和30年） - 上十条二丁目交番爆破事件
- 1962年（昭和37年） - 後藤巡査殺害事件
- 1969年（昭和44年） - 吉備派出所強盗事件[60]、赤軍派学生による連続放火（大阪府警阿倍野警察署旭町一丁目けいら連絡所、金塚派出所、阪南北派出所、京都府警中立売警察署今出川巡査派出所）[61]
- 1971年（昭和46年） - 渋谷暴動事件、高円寺駅前派出所爆発事件、新宿クリスマスツリー爆弾事件
- 1977年（昭和52年） - 芝山町長宅前臨時派出所襲撃事件
- 1989年（昭和64年/平成元年） - 中村橋派出所警官殺害事件
- 1992年（平成4年） - 東村山警察署旭が丘派出所警察官殺害事件
- 2018年（平成30年） - 富山市奥田交番襲撃事件、東仙台交番襲撃事件
- 2019年（平成31年） - 富山市池多駐在所襲撃事件[62]、吹田警察署千里山交番警察官襲撃事件

## 交番と創作

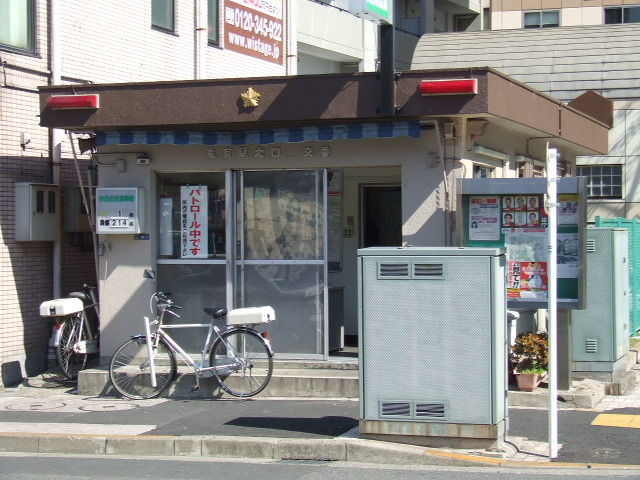
警視庁亀有警察署亀有駅北口交番 / 2007年（平成19年）撮影。

交番を舞台にした創作物としては、秋本治のギャグ漫画『こちら葛飾区亀有公園前派出所』（連載期間：1976年〈昭和51年〉- 2016年〈平成28年〉）が最もよく知られており、「こち亀」の愛称とともに一世を風靡した。
この漫画では「亀有公園前派出所」という名の、実在しない派出所を主要な舞台としているが、右に画像で示した警視庁亀有警察署亀有駅北口交番（所在地：東京都葛飾区亀有5-34-1）は、モデルとなった派出所（交番）である。
漫画が連載されていた、昭和後期および平成の派出所（交番）として、至って平凡で典型的な形態を持っており、日本独特の「白チャリ」こと警邏用自転車（ママチャリ〈婦人用シティサイクル〉型）や、指名手配犯の情報を告知する掲示板、交通事故件数等を告知する看板様の掲示板、パトロール中であることを示すバナーなど、右の画像にはそれらが全て写り込んでいる。
なお、笹本稜平の推理小説シリーズ『駐在刑事』（2006年〈平成18年〉初出）は、駐在所を舞台としていて、交番ではない。